# 327.ª Divisão de Infantaria (Alemanha)
A 327ª Divisão de Infantaria (em alemão:327. Infanterie-Division) foi uma unidade militar que serviu no Exército alemão durante a Segunda Guerra Mundial.

## Comandantes
| Comandante                        | Data                                          |
| --------------------------------- | --------------------------------------------- |
| Generalleutnant Wilhelm Rupprecht | 15 de novembro de 1940 - ? de outubro de 1942 |
| Generalmajor Theodor Fischer      | ? de outubro de 1942 - 30 de outubro de 1942  |
| Generalleutnant Rudolf Friedrich  | 30 de outubro de 1942 - 9 de agosto de 1943   |
| Oberst Walter Lange               | ? de agosto de 1943 - ? de agosto de 1943     |

## Área de operações
| Áustria                        | outubro de 1940 - setembro de 1941 |
| França                         | setembro de 1941 - abril de 1943   |
| Frente Oriental, setor central | abril de 1943 - julho de 1943      |
| Frente Oriental, setor sul     | julho de 1943 - novembro de 1943   |